# Teedet
Teedet (grec antic: Θεαίδητος, Theaídētos, llatí: Theaedetus, Theodotus) fou un polític de l'illa de Rodes. Fou un dels caps del partit favorable als romans a l'illa. És esmentat per primer cop acompanyant a Filòfron a una ambaixada als deu romans que després de la derrota d'Antíoc III el Gran havien d'arranjar els afers d'Àsia (189 aC). Altre cop apareix durant la guerra entre Roma i Perseu de Macedònia i es va oposar a concessions al rei macedoni. Després de la derrota de Perseu el partit favorable a Roma va nomenar Teedet com almirall, el principal càrrec de la república, i al mateix temps el va enviar a Roma per intercedir per l'estat. Teedet, ja d'edat avançada (a l'entorn dels vuitanta anys) va morir a Roma mentre esperava la decisió del senat romà.